# ناصر السباعی
ناصر السباعی (عربی: ناصر السباعي؛ زادهٔ ۱۴ مهٔ ۱۹۸۵) یک بازیکن فوتبال اهل سوریه است.
از باشگاه‌هایی که در آن بازی کرده‌است می‌توان به باشگاه فوتبال الکرامه سوریه و تیم ملی فوتبال زیر ۲۳ سال سوریه اشاره کرد.
وی همچنین در تیم ملی فوتبال Syria U23 بازی کرده است.